# Acentronura tentaculata
Acentronura tentaculata är en fiskart som beskrevs av Günther 1870. Acentronura tentaculata ingår i släktet Acentronura och familjen kantnålsfiskar. Inga underarter finns listade i Catalogue of Life.

## Bildgalleri

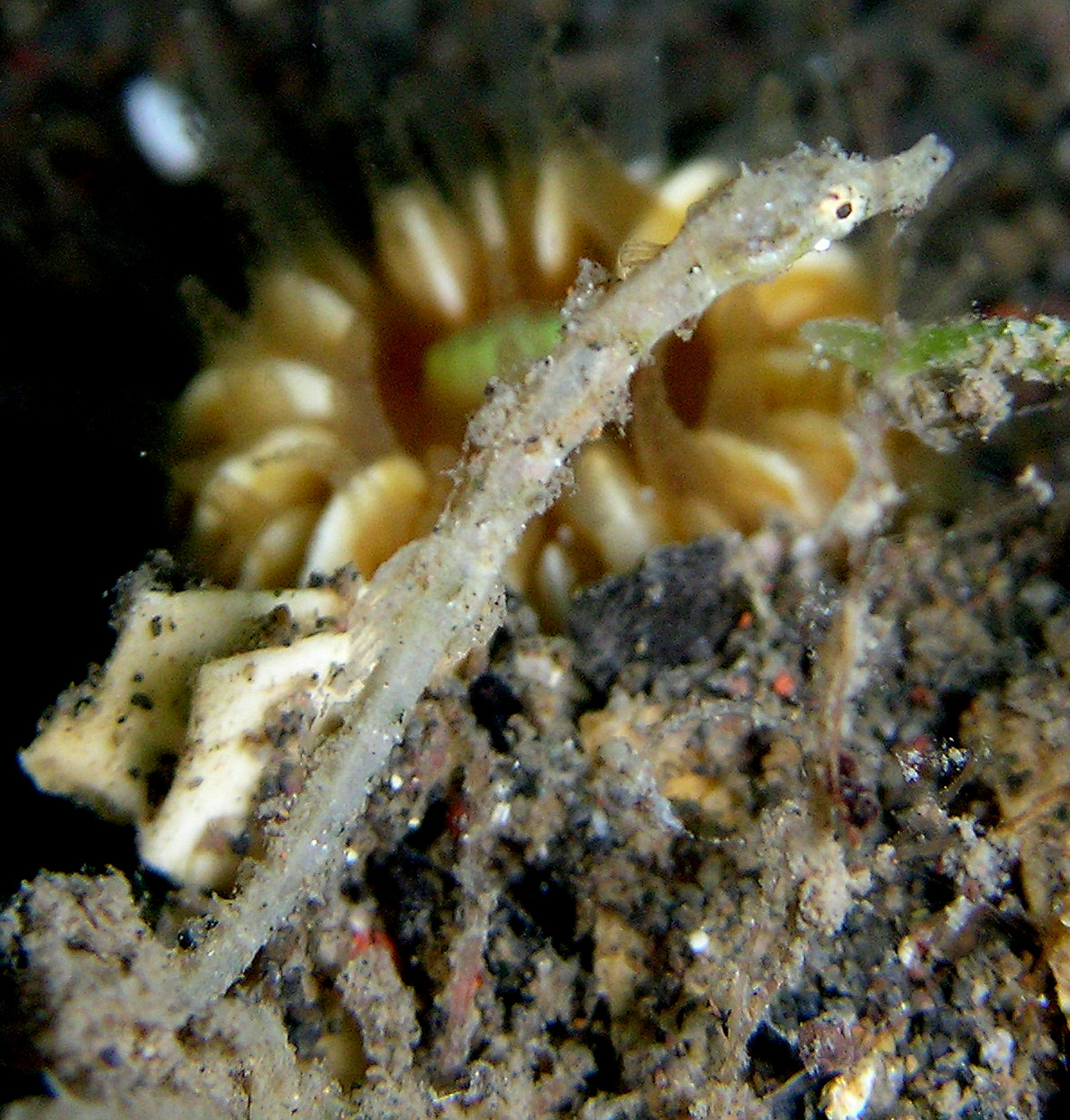
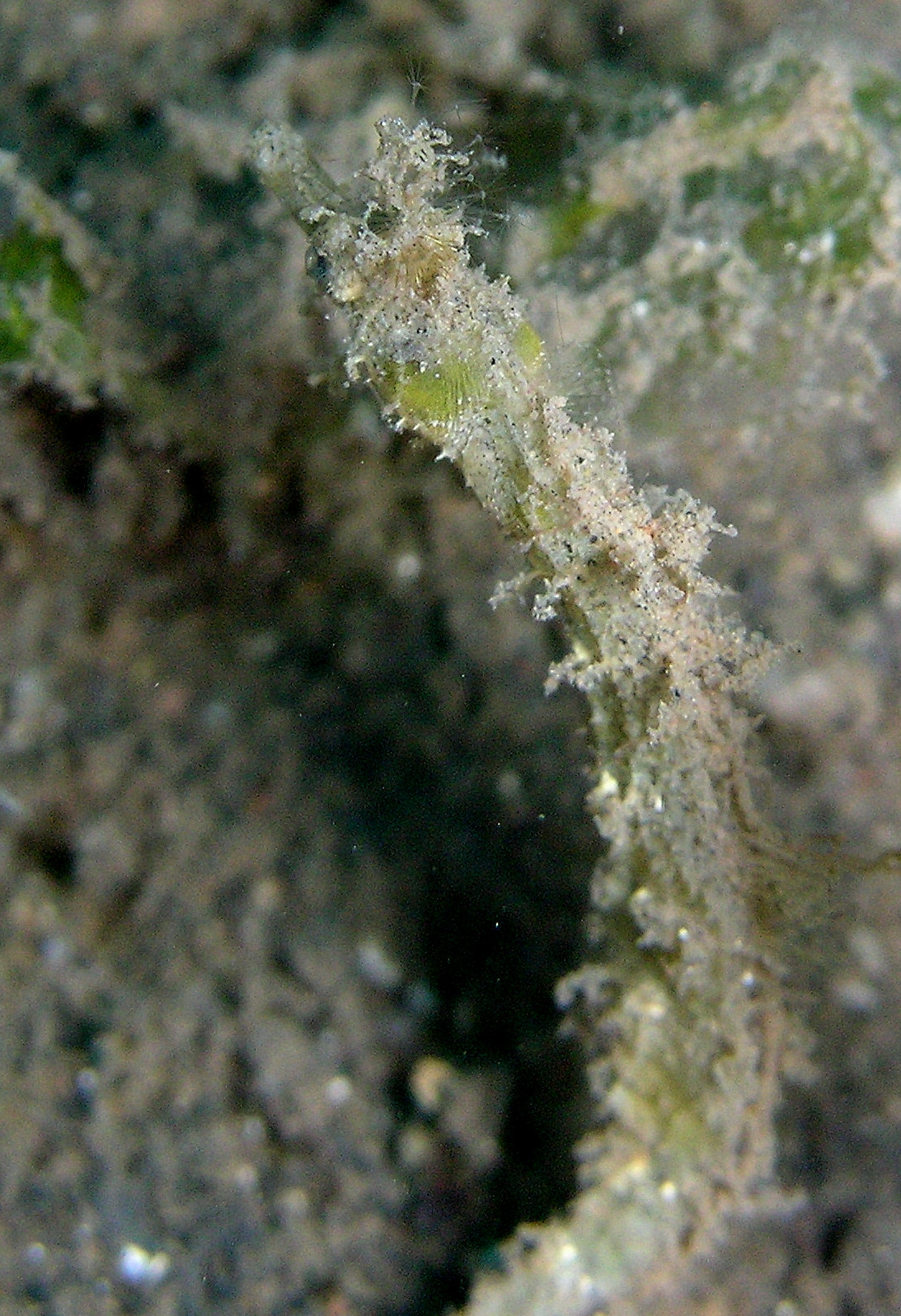
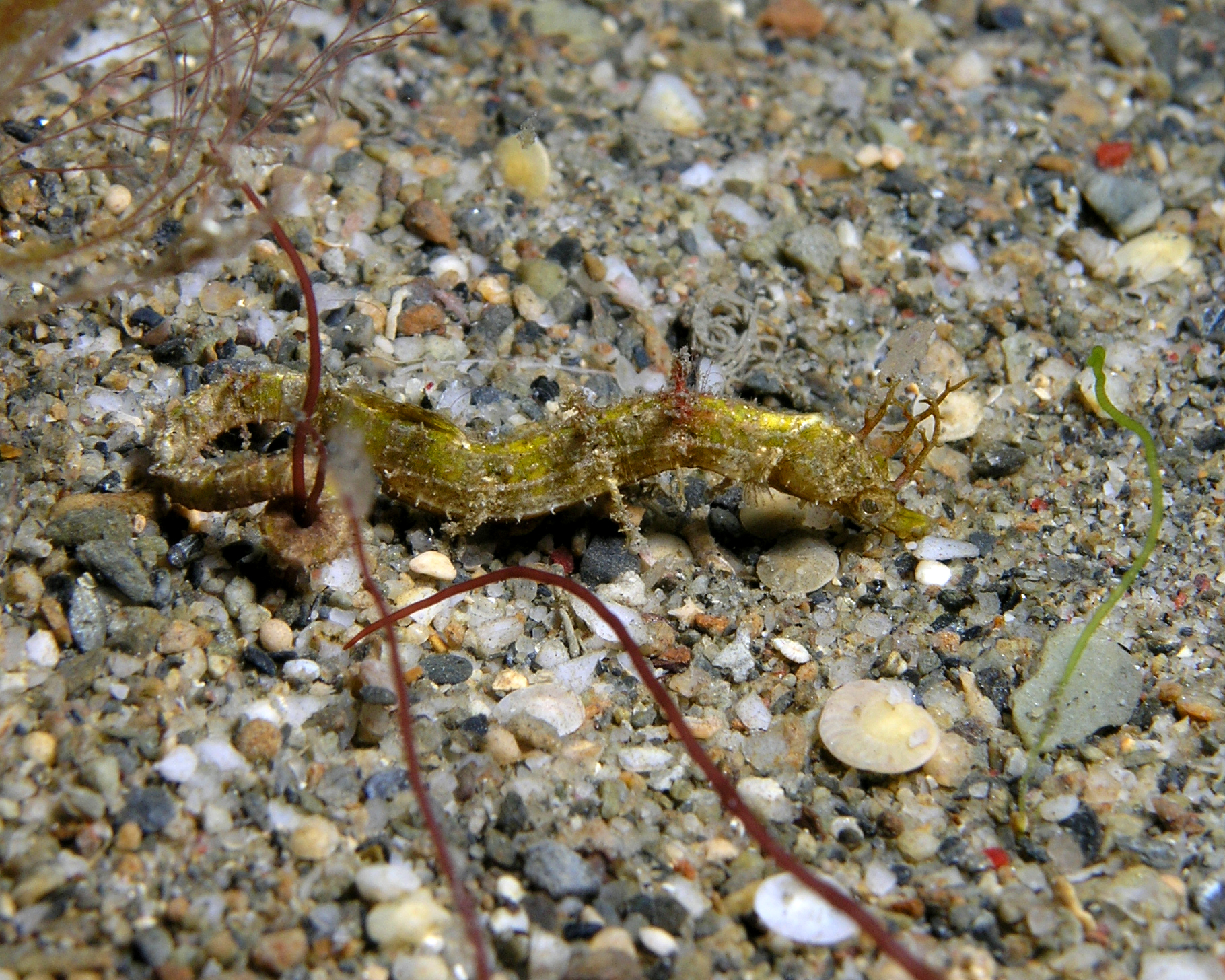
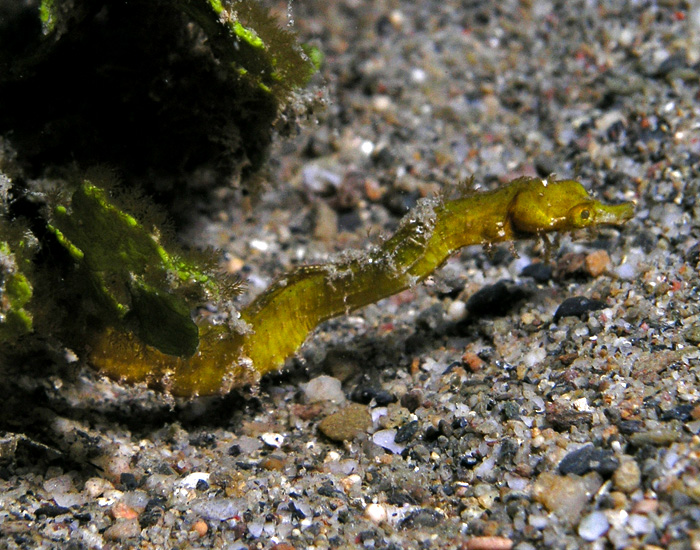
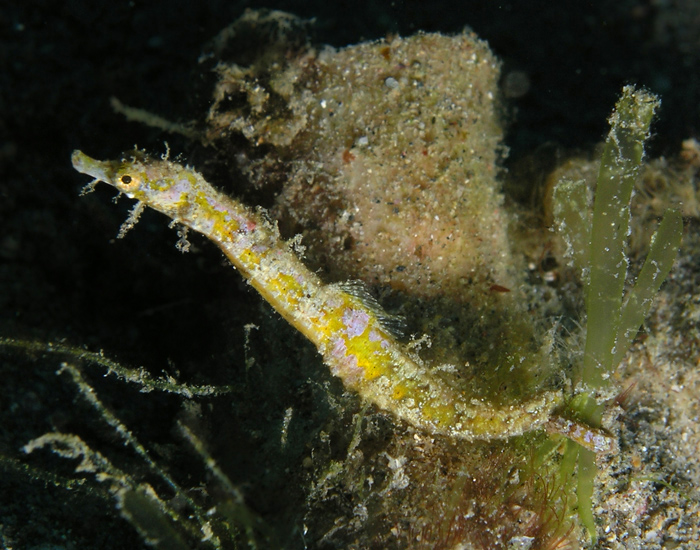